# Potamonautes
Potamonautes é um género de crustáceo da família Potamonautidae.
Este género contém as seguintes espécies:
- Potamonautes aloysiisabaudiae
- Potamonautes berardi
- Potamonautes choloensis
- Potamonautes didieri
- Potamonautes emini
- Potamonautes gerdalensis
- Potamonautes gonocristatus
- Potamonautes idjiwiensis
- Potamonautes ignestii
- Potamonautes infravallatus
- Potamonautes johnstoni
- Potamonautes lirrangensis
- Potamonautes loveni
- Potamonautes loveridgei
- Potamonautes montivagus
- Potamonautes mutandensis
- Potamonautes neumanni
- Potamonautes niloticus
- Potamonautes obesus
- Potamonautes pilosus
- Potamonautes platycentron
- Potamonautes platynotus
- Potamonautes raybouldi
- Potamonautes rukwanzi
- Potamonautes suprasulcatus
- Potamonautes unisulcatus